# Ödéma

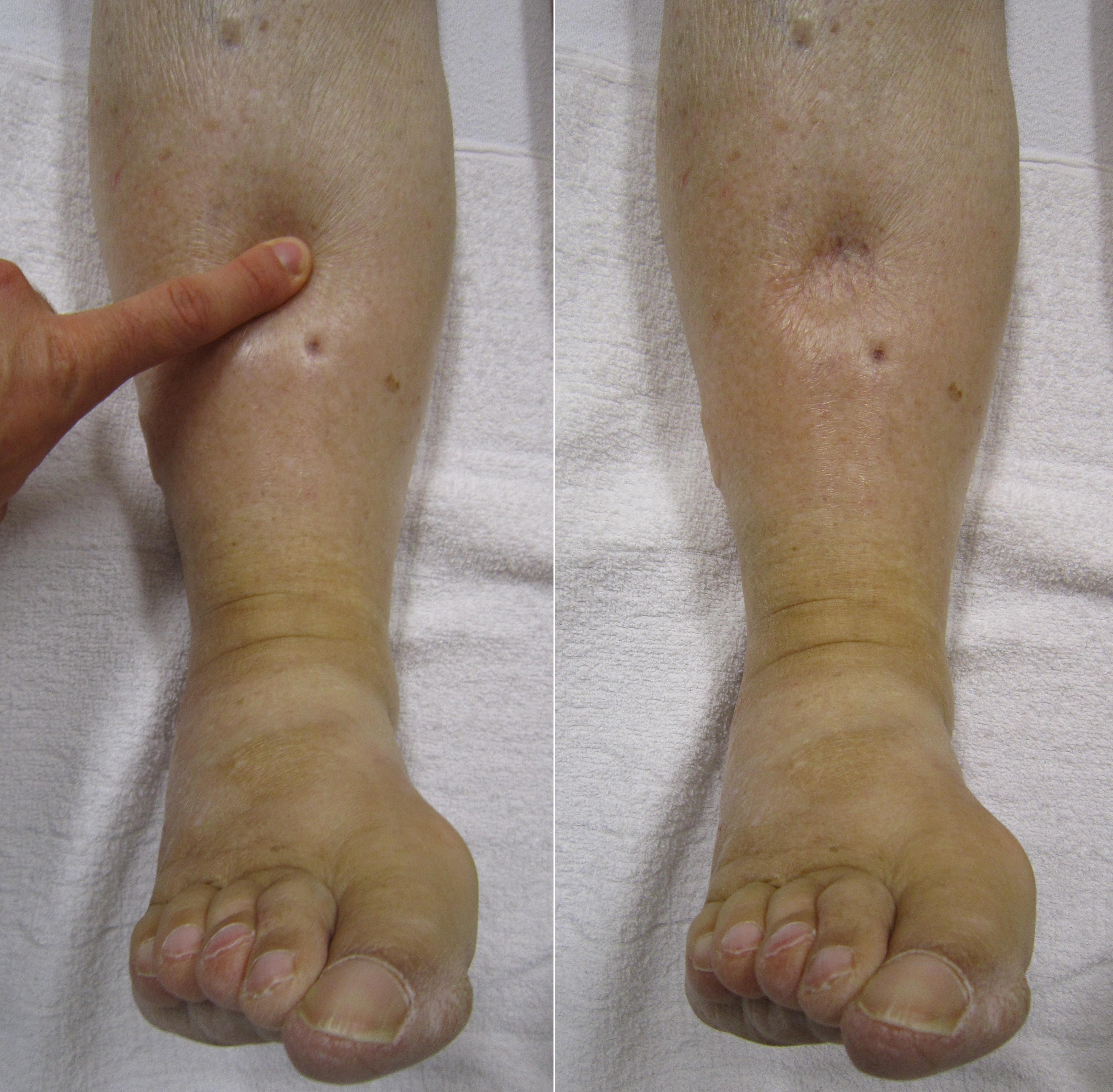
Ödéma

Az ödéma (más néven vizenyő vagy vízkór; latinul: oedema) a szövetek közötti (interstitialis) térben kórosan felszaporodó folyadék jelenléte. Nem önálló betegség, hanem különféle kórfolyamatok tünete, amely a folyadékforgalmat meghatározó Starling-erők (kapilláris hidrosztatikai és onkotikus nyomás) egyensúlyának felborulásából és/vagy a nyirokelvezetés zavarából ered. Kialakulásában szerepet játszhat a kapillárisok fokozott permeabilitása, a plazmafehérje-koncentráció csökkenése, a vénás nyomás emelkedése vagy a nyirokkeringés akadályozottsága. Megjelenhet lokálisan (pl. gyulladás, mélyvénás trombózis) vagy generalizáltan (pl. szívelégtelenség, nefrotikus szindróma, májcirrózis); klinikai súlyossága az enyhe, átmeneti duzzanattól az életveszélyes állapotokig (pl. tüdőödéma, agyödéma) terjed.

## Csoportosítása
Az ödémák több szempont szerint csoportosíthatók; leggyakrabban a megjelenés helye és a kiterjedés alapján különítik el őket.

### Lokális ödéma
Olyan forma, amikor a folyadékfelhalmozódás egy meghatározott testtájékra korlátozódik. Jellemző okai:
- Gyulladás (fokozott kapillárispermeabilitás miatt)
- Vénás elfolyási akadály (pl. mélyvénás trombózis)
- Nyirokelfolyás zavara (pl. nyiroködéma daganatos nyirokcsomó-érintettség vagy műtét után)

### Generalizált ödéma
Az egész szervezetre kiterjedő folyadékfelhalmozódás, amely szisztémás kórképekhez társul. Gyakori okai:
- Szívelégtelenség – tartósan emelkedett vénás nyomás
- Veseelégtelenség vagy nefrotikus szindróma – alacsony plazma-onkotikus nyomás (albuminvesztés) miatt
- Májcirrózis – csökkent albuminszint és portális hipertenzió kombinációja

### Speciális formák
- Tüdőödéma – folyadék felszaporodása az alveolusokban és interstitiumban, akut légzési elégtelenséghez vezethet
- Agyödéma – intracranialis nyomásfokozódással járó, életveszélyes állapot
- Nyiroködéma – a nyirokelvezetés tartós zavara miatt kialakuló, fehérjedús ödéma[5]

## Okok
Fiziológiás oka lehet:
- a hidrosztatikai nyomás növekedése a kapillárisban
- az ozmózisnyomás csökkenése a kapillárisban
- a szövet ozmózisnyomásának növekedése

Az ödéma lehet ártalmatlan, időszakos dagadás, de akár súlyos, életveszélyes elváltozás is (például tüdőödéma).

## Klinikai szempontok
- Gyakori oka a testszerte megfigyelhető ödémának a jobb szívfél elégtelenség. A bal szívfél elégtelensége a tüdőben okoz folyadékfelhalmozódást, amely megfelelő táptalajt jelent a kórokozóknak, ezzel tüdőbetegségek számos formáját idézve elő a betegben. Az ilyen betegek gyakran vizelnek éjszaka (nycturia), hiszen a felhalmozott folyadékot a szervezet megpróbálja üríteni.
- Veseelégtelenségekre jellemző a szem körüli ödéma reggel. Az ilyen betegség kis mértékű szöveti folyadékfelhalmozódással jár, de az a legpermeábilisabb érrendszerrel rendelkező területeknél jelentkezik, amilyen a periorbitális tájék is.

## Kezelése
Terápiájában elsősorban vizelethajtó gyógyszereket használnak. A végtagödéma kezelhető masszázssal is.